# Киличенков, Алексей Алексеевич
Алексе́й Алексе́евич Киличе́нков (род. 4 ноября 1960, Жамбыл Карасусского района Кустанайской области КазССР, СССР) — российский историк, специалист в области военной истории России XX века и зарубежной историографии военной истории СССР. Доктор исторических наук (2010). Профессор кафедры истории России новейшего времени Историко-архивного института Российского государственного гуманитарного университета. Автор свыше 140 научных и учебно-методических работ.

## Биография
Родился 4 ноября 1960 года в Жамбыле Карасусского района Кустанайской области Казахстана.
В 1987 году окончил Университет дружбы народов имени Патриса Лумумбы.
С 1987 по 1990 год — работа в УДН имени Патриса Лумумбы. С 1990 по 1997 год — в Московском институте стали и сплавов: ассистент, ст. преподаватель, доцент.
В 1992 году в РУДН защитил диссертацию на соискание учёной степени кандидата исторических наук по теме «Современная английская и американская историография истории Русского военного флота второй половины XIX — начала XX вв.» (научный руководитель — В. Г. Джангирян) по специальности 07.00.09 — Историография источниковедение и методы исторического исследования.
С 1997 года — работа в Российском государственном гуманитарном университете (Историко-архивный институт): доцент, профессор.
В 2010 году в РГГУ защитил диссертацию на соискание учёной степени доктора исторических наук по теме «Зарубежная историография военно-морской деятельности СССР в период "Холодной войны"» (научный консультант — А. Б. Безбородов) по специальности 07.00.09 — Историография источниковедение и методы исторического исследования.
С 2010 года — профессор кафедры истории России новейшего времени. Преподаватель лицейских классов РГГУ.
Учёное звание — доцент (2005).

## Область научных интересов
Военная история России XX века, зарубежная историография военной истории СССР. 

## Научные и учебно-методические труды

### Монографии
- Киличенков А. А. Краткий курс Великой Отечественной войны. — М.: Яуза, Эксмо, 2008. — 608 с. — ISBN 978-5-699-26230-4
  - Рец. на кн.: Ермолов А. Ю. Киличенков А. А. Краткий курс Великой Отечественной войны // Новый исторический вестник. 2008. № 1. С. 250—254.
- Киличенков А. А. Советский флот холодной войны в оценках зарубежной историографии. Основы и возможности исследовательской модели. — М.: Каллиграф, 2009. — 348 с. — ISBN 978-5-903630-09-07
- Киличенков А. А. «Холодная война» в океане: Советская военно-морская деятельность 1945-1991 гг. в зеркале зарубежной историографии. — М.: РГГУ, 2009. — 611 с. — ISBN 978-5-7281-1089-7

### Сборники документов
- Москва и судьбы российского флота: Архивные документы и исторические очерки. Книга-альбом / Сост. А. А. Киличенков, А. Н. Давыдов. — М.: Издательство объединения «Мосгорархив». 1996. — 416 с. — ISBN 5-7228-00-35-X
- Адмирал Кузнецов: Москва в жизни и судьбе флотоводца: Сборник документов и материалов / Сост. А. А. Киличенков, Р. В. Кузнецова, Л. А. Неретина. — М.: Издательство объединения «Мосгорархив». 2000. — 544 с. — ISBN 5-7228-0000-0

### Учебные пособия
- Киличенков А. А. История России (СССР во Второй мировой войне 1939—1945 гг.): Учебно-методический модуль. (Серия «Я иду на занятия»). — М.: Каллиграф, 2006. — 512 с. (Пособие рекомендовано к изданию УМО вузов РФ в качестве учебного пособия для студентов высших учебных заведений специальности «Историко-архивоведение» и «История».) — ISBN 5-93856-056-X
- Архипова Т. Г., Бахтурина А. Ю., Киличенков А. А., Крушельницкий А. В., Сенин А. С., Шаповалова Л. Д., Шацилло В. К. Военные архивы: Программы дисциплин бакалавриата по направлению № 034700 — «Документоведение и архивоведение». — М.: Изд. «Спутник+», 2012. — 83 с. — ISBN 978-5-903630-08-0

### Основные статьи
- Киличенков А. А. Ошибка Того или последний шанс адмирала Рожественского // Морской сборник. 1990. № 3. С. 80—84.
- Киличенков А. А. «Совершить внезапное нападение на Мемель…» (к 75-летию боя у Готланда) // Морской сборник. 1990. № 7. С. 80—83.
- Киличенков А. А. Цусима: загадки сражения. Упущенный шанс адмирала // Техника-молодежи. 1990. № 6. С. 24—29.
- Киличенков А. А. 1904-1905: Случайно проигранная война? // Знание-сила. 1995. № 7. С. 76—83.
- Киличенков А. А. «Братцы, надо крови!..» (революционное движение в русском флоте) // Родина. 1996. № 7-8. С. 70—75.
- Киличенков А. А. Заложники борьбы за власть: 1918 год в судьбе отечественного флота // Наука и жизнь. 1997. № 10. С. 56—60.
- Киличенков А. А. Флот внарезку. (Как строили и разрушали корабли) // Родина. 1997. № 11. С. 81—85.
- Киличенков А. А. Т-34 против панцерваффе: из истории ментального противоборства на советско-германском фронте (1941—1945 гг.) // Новый исторический вестник. 2005. № 12. С. 110—125.
- Киличенков А. А. Советский военно-морской флот периода «холодной войны»: предмет и метод исследования в англо-американской историографии // Вестник Российского университета дружбы народов. Серия «История России». 2006. № 2 (6). С. 97—112.
- Киличенков А. А. «Упреков не заслужил… Постараюсь честно и умереть». (Из истории русско-японской войны 1904—1905 гг.) // Клио. Журнал для ученых. 2007. № 1(36)-2(37). — СПб.: Изд. "Нестор", 2007. С. 115—126.
- Киличенков А. А. Применение советского ВМФ в период «Холодной войны»: зарубежная историография проблемы // Военно-исторический журнал. 2008. № 1. С. 20—23.
- Киличенков А. А. Холодная война» в океане: технические аспекты противостояния (зарубежная историография проблемы) // Вопросы истории естествознания и техники. 2008. № 1. С. 81—96.
- Киличенков А. А. Советский флот в Великой Отечественной войне: новейшая историография проблемы // Исторические записки. [Вып.] 13 (131) / Отв. ред. Ананьич Б. В. — М.: 2010. С. 34—54.
- Киличенков А. А. Военные действия в Атлантике и на Средиземном море / Великая Отечественная война 1941—1945 годов. В 12 т. Т. IX: Союзники СССР по антигитлеровской коалиции. – М.: Кучково поле, 2014. С. 207—287.
- Киличенков А. А. Накануне 22 июня. Боялся ли Сталин неожиданного начала войны? // Народ. Война. Победа. Сб. статей. — Пенза: Изд. ПГУ, 2015. С. 55—60.
- Киличенков А. А. «Берите фирму за жабры и допытывайтесь с пристрастием». Фирма «Виккерс Армстронг» и «танкизация» Красной армии в 1930-е гг. // Вестник РГГУ. Серия «История. Филология. Культурология. Востоковедение». 2018. № 5 (38). С. 49—63.
- Киличенков А. А. Танки конструкции Дж. Кристи и их судьба в США и СССР (1930-е годы) // Новый исторический вестник. 2018. № 2 (56). С. 139—154.
- Киличенков А. А. СССР и США в поисках ответа на «танковый вызов» Германии, 1939-1945 гг. // Исторический вестник. Война, человек, оружие. Т. 24 / Под. общ. ред. И. В. Курукина. 2018. С. 96—133.

## Участие в научных советах, редколлегиях
- Член Диссертационного совета РГГУ (Д 212.198.07) по историческим наукам[8].
- Член редколлегии журнала «Вестник РГГУ. Серия "История. Филология. Культурология. Востоковедение"»[1][9].

## Выступления в СМИ
- Программа «Власть факта»: тема — «Холодная война в океане» // Архивная копия от 24 декабря 2018 на Wayback Machine Телеканал «Россия-Культура», 28.05.2015
- «Феномен внезапности во Второй мировой войне» // Архивная копия от 3 января 2020 на Wayback Machine ПостНаука, 9.05.2014
- «Блицкриг в оценке советской элиты» // ПостНаука Архивная копия от 26 сентября 2021 на Wayback Machine, 22.06.2014
- Программа «Час истины». Вып. 364: «СССР накануне войны» // Архивная копия от 24 декабря 2018 на Wayback Machine Телеканал «365 дней ТВ», 2.11.2016
- Программа «Час истины». Вып. 562: «Красная армия и вермахт. Перед схваткой» // Телеканал «365 дней ТВ», 21.06.2012
- Программа «Час истины». Вып. 619: «К 70-летию прорыва блокады Ленинграда. 872 дня жизни и смерти» // Телеканал «365 дней ТВ» Архивная копия от 24 декабря 2018 на Wayback Machine, 2.11.2016
- Программа «Час истины». Вып. 695: «Великая Отечественная война. На пути к коренному перелому» // Телеканал «365 дней ТВ» Архивная копия от 15 апреля 2021 на Wayback Machine, 6.02.2017
- Программа «Час истины». Вып. 723: «Трудный путь к Победе» // Телеканал «365 дней ТВ» Архивная копия от 24 декабря 2018 на Wayback Machine, 2.11.2016
- Программа «Час истины». Вып. 752: «Адмирал Кузнецов» // Телеканал «365 дней ТВ» Архивная копия от 24 декабря 2018 на Wayback Machine, 22.11.2016